# Palmyra (Wirginia)
Palmyra – jednostka osadnicza w Stanach Zjednoczonych, w stanie Wirginia, siedziba administracyjna hrabstwa Fluvanna.